# Alexandru Papană

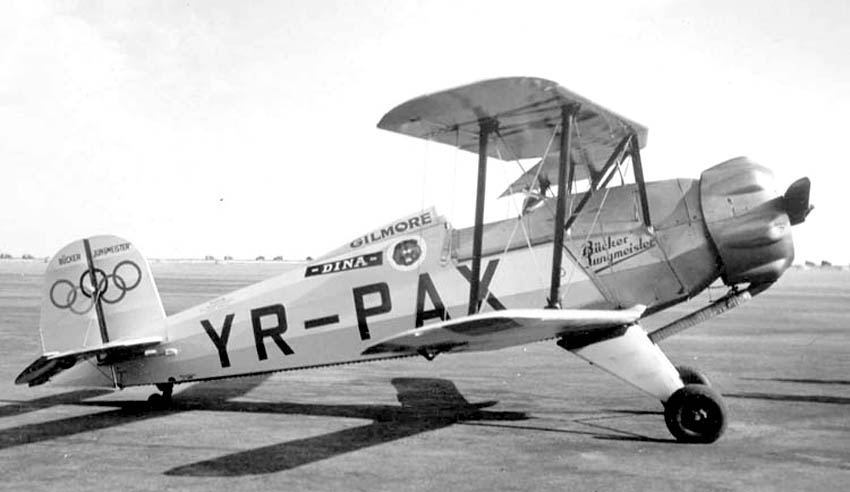
Die YR-PAX von Alexandru Papană (1938)

Alexandru „Alex“ Papană (* 18. Oktober 1906 in Bukarest; † 17. April 1946 in Las Vegas) war ein rumänischer Pilot und Bobfahrer. 1933 wurde er gemeinsam mit Dumitru Hubert Weltmeister im Zweierbob.

## Biographie

### Bobsport und Kunstflug
Alexandru Papană war ein Sohn des rumänischen Generals Ion Papană und trat der rumänischen Luftwaffe bei, wo er bis zum Leutnant befördert wurde. Er betätigte sich in vielen Sportarten, darunter Tennis, Fechten und Fußball; so spielte er als Torhüter beim Fußballclub Colțea Bukarest. 1928 erwarb er seine Fluglizenz.
Papană betrieb auch Bobsport, 1928 und 1931 wurde er rumänischer Meister. 1932 startete er gemeinsam mit einem befreundeten Piloten, Dumitru Hubert, bei den Olympischen Spielen in Lake Placid und belegte den vierten Platz. Die beiden Sportler nahmen auch mit Ulise Petrescu und Alexandru Ionescu an den olympischen Rennen im Viererbob teil; das rumänische Team belegte Rang sechs. Im Jahr darauf wurden Papană und Hubert in Schreiberhau Weltmeister im Zweierbob. Bei den Bob-Weltmeisterschaften im Jahr darauf errangen sie die Bronzemedaille. Im August 1934 verunglückte Hubert mit seinem Flugzeug tödlich bei einer Flugschau in Brașov vor 10.000 Zuschauern. Seine Maschine kollidierte in der Luft mit einer anderen, und er war auf der Stelle tot.
Auch Papană flog regelmäßig bei Flugschauen, absolvierte Langflüge und stellte mehrere Flugrekorde nach Entfernung und Höhe auf. Mit dem Auto fuhr er von Bukarest nach Brașov einen Geschwindigkeitsrekord. Am 11. September 1935, kurz nach dem Start zu einem geplanten Nachtflug von Bukarest nach Tokio, brach ein Feuer an Bord des Flugzeuges aus. Papanăs Mitpilot, Kapitän Alexandru Popiteanu, rettete sich per Fallschirm. Papană selbst, der den Befehl zum Absprung gegeben hatte, blieb zurück und versuchte das Flugzeug zu retten, musste aber schließlich aus 300 Metern auch abspringen. Beide Piloten wurden wegen dieses Vorfalls mit der Goldnadel des Caterpillar Clubs des Fallschirmproduzenten Irvin ausgezeichnet. Dies war nur eine von mehreren lebensgefährlichen Situationen in seinem Leben.
Bei den Olympischen Spielen 1936 in Berlin nahm Papană als einziger Rumäne an einem Wettbewerb für Flugakrobatik teil, dem Internationalen Kunstflugwettbewerb. Gewinner und somit inoffizieller Weltmeister wurde der Deutsche Otto Heinrich Graf von Hagenburg, Papană belegte Platz zwölf und wurde von Charles Lindbergh persönlich beglückwünscht. Anschließend erhielt er eine Einladung zur Los Angeles Aerobatics Championship, die er annahm. Gemeinsam mit seinem Flugzeug, einer Bücker Jungmeister mit der Registrierung YR-PAX und eine von zwei Maschinen ihres Typs, reiste er an Bord des Luftschiffes Hindenburg von Frankfurt nach New York.

### Als Kunstflieger und Pilot in den USA
Bei den Cleveland Air Races im Jahre 1937 bestritten Papană und Graf Hagenburg einen Schau-Kampf, beide in Bücker-Jungmeister-Flugzeugen, Papană auf YR-PAX und Hagenburg auf D-EEHO. Papană legte einen tiefen Rückenflug vor den Tribünen vor, und als Hagenburg es ihm nachmachen wollte, streifte seine Maschine den Boden, und sie ging zu Bruch. Hagenburg selbst verletzte sich kaum. Papană lieh daraufhin Hagenburg seine Maschine, damit dieser den Wettbewerb beenden konnte.
1937 plante Papană aus Anlass des zehnjährigen Jubiläums von Lindberghs Atlantik-Flug einen Flug von New York nach Bukarest und bestellte dafür ein neues Flugzeug, eine Bellanca. Zur Finanzierung dieses Fluges fand in Rumänien eine Sammelaktion statt, und König Carol II. sowie die Regierung unterstützten das Vorhaben. Das Flugzeug sollte das rumänische Luftfahrzeugkennzeichen YR-AHA und den Eigennamen „Alba Iulia 1918“ erhalten, zur Erinnerung an das Votum am 1. Dezember 1918, durch welches Siebenbürgen von Ungarn zu Rumänien kam. Zahlreiche technische Pannen und Unfälle bei den Vorbereitungen vereitelten jedoch dieses Vorhaben. Im Januar 1940 wurde die YR-Pax auf dem Flughafen von Chicago vom Propeller einer Boeing P-12 beschädigt. Alex Papană gelang es in letzter Minute, sein Flugzeug zu verlassen, ohne verletzt zu werden.
Papană war in erster Ehe mit Dina Isvoranu verheiratet. 1938 ließ sich das Ehepaar scheiden, nur um kurz darauf in Reno erneut zu heiraten. Noch im selben Jahr starb Dina Papană bei der Geburt der gemeinsamen Tochter Dina; das Kind überlebte. Offenbar aus Schmerz über diesen Verlust begab sich Papană im November 1938 allein auf eine Wanderung in den Südkarpaten nahe Sinaia und musste halb erfroren von einem Militärtrupp gerettet werden.

### Testpilot und Unternehmer
Zu Beginn des Zweiten Weltkriegs verließ Papană Rumänien, ging nach Frankreich und bewarb sich als Pilot bei der französischen Armee. Als zur Bedingung gemacht wurde, dass er seine rumänische Staatsangehörigkeit aufgebe, verließ er Frankreich und reiste per Schiff in die USA. Dort erreichte ihn ein Einberufungsbefehl für die rumänische Armee. Als er diesem nicht folgte, wurde ihm wegen Ungehorsams von einem Militärgericht in Rumänien sein Offiziersrang abgesprochen. Ein Angebot, für die United States Army Air Forces zu fliegen, lehnte er ebenfalls ab, weil er auch dafür seine rumänische Nationalität hätte aufgeben müssen.
Während des Kriegs arbeitete Papană als Fluglehrer und Testpilot und absolvierte ein Studium zum Flugingenieur am San Francisco Polytechnic College. Ab 1944 war er für die Northrop Corporation tätig, wo er neben anderen Maschinen die Black Widow P-61 testete, das erste US-amerikanische Kampfflugzeug speziell für die Nacht. 1945 wurde er im US-amerikanischen Flugmagazin Flying als Vizepräsident der Aircraft Testing Co. vorgestellt, eines Unternehmens, das er kurz zuvor gegründet hatte.
Im März desselben Jahres ging Alexandru Papană in Beverly Hills eine zweite Ehe ein. Er hatte seine Frau Jean während seiner Zeit bei Northrop kennengelernt, als diese auf dem Flugfeld von Hawthorne im Tower arbeitete. Jean Papană wollte sich im Frühjahr 1946 von ihrem Mann wieder scheiden lassen und reiste zu diesem Zwecke nach Las Vegas. Im April 1946 wurde Papanăs Auto, in dem sich ein Abschiedsbrief an seine Frau befand, außerhalb von Las Vegas verlassen auf einem Highway gefunden; nach intensiver Suche wurden sein Leichnam und zwei weitere Abschiedsbriefe sechs Tage später in der Wüste von Nevada entdeckt. Er hatte sich mit Gift das Leben genommen und offenbar einen langen, qualvollen Tod erlitten. In einem seiner Abschiedsbriefe bat er darum, dass seine Asche aus einem Flugzeug über der Wüste verstreut werde. Seine Frau berichtete den Behörden, Papană habe sich während ihrer Ehe in einem hochgradig nervösen Zustand befunden und immer wieder damit gedroht, sie und sich selbst umzubringen, selbst am Tag ihrer Eheschließung.